# Горьковський район
Горьковський район (рос. Горьковский район) — муніципальне утворення у Омській області.

## Адміністративний устрій
- Горьковське сільське поселення
- Алексєєвське сільське поселення
- Астировське сільське поселення
- Георгієвське сільське поселення(інші мови)
- Краснополянське сільське поселення
- Лежанське сільське поселення
- Новопокровське сільське поселення
- Октябрське сільське поселення(інші мови)
- Павлодарське сільське поселення
- Рощінське сільське поселення
- Серебрянське сільське поселення
- Суховське сільське поселення